# Carl Philipp Sues
Carl Philipp Sues (* 19. November 1752 in Roth bei Landau; † 9. Juli 1839 in Frankfurt am Main) war ein deutscher Kaufmann und Politiker.
Sues lebte in der Freien Stadt Frankfurt als Kaufmann. Das Unternehmen betrieb Stoff- und Wollhandel als Groß- und Einzelhandel. Von 1818 bis 1823 war er Mitglied der Frankfurter Handelskammer. 1821 gehörte er dem Gesetzgebenden Körper der Freien Stadt Frankfurt an. Von 1817 bis 1824 war er Mitglied der Ständigen Bürgerrepräsentation der Freien Stadt Frankfurt.